# 王念孫
王 念孫（おう ねんそん、乾隆9年3月13日（1744年4月25日） - 道光12年1月24日（1832年2月25日））は、中国清代の学者。字は懐祖。号は石臞先生。江蘇省揚州府高郵州の出身。吏部尚書王安国の子であり、王引之の父でもある。

## 経歴
乾隆36年（1766年）の会試に向かう途中で読んだ江永『古韻標準』によって音韻訓詁に関心を抱く。乾隆40年（1775年）の進士であり、庶吉士となる。永定河道の長官となり、名声が高かった。のちに官職を辞して郷里に帰り、汪中・劉台拱・程瑤田などと交友を結ぶ。ふたたび朝廷に召されて工部主事となり、治水工事に貢献した。嘉慶15年（1810年）に引退して以後学問に専念し、89歳で没する。

## 学術業績
戴震を師とし、段玉裁・李惇・賈田祖・汪中・劉台拱・程瑤田を友とし、清朝学術の正統派といわれ、特に音韻訓詁を深く考究し、爾雅・説文に長じていた。古韻を分けて21部とし、古書伝書の誤りを正した。特に『管子』・『墨子』・『淮南子』などの諸本を初めて読める形で復元し、古代中国思想の研究に重要な役割を果たした。

## 著作
- 『広雅疏証』23巻
- 『読書雑志』82巻
- 『王石臞先生遺文』4巻（羅振玉・編修）

## 参考
- 『清史稿』487
- 『清史列伝』68
- 『国朝先正事略』16
- 『国朝漢学師承記』5
- 劉盼遂『王石臞先生年譜』
- 吉田純「王念孫」『歴史学事典 5 歴史家とその作品』（弘文堂、1997年） ISBN 978-4-335-21035-8